# Pilthyttedammens naturreservat
Pilthyttedammens naturreservat är ett naturreservat i Nyköpings kommun beläget i Tunaberg cirka tre kilometer söder om Tuna kyrka. Syftet med reservatet är att bevara ett våtmarksområde med omgivande barrblandskog.
Reservatets främsta naturvärde är det rika fågellivet i anslutning till våtmarkerna. Vattenområdena Överdammen och Pilthyttedammen är reglerade. Dammarna från 1400–1500- talet anlades i samband med järnhanteringen i området. Bland annat låg en masugn vi Pilthyttedammans utlopp. Järnhanteringen upphörde omkring år 1600.
Sörmlandsledens etapp 36 går genom reservatet.
Naturreservatet ingår i det Europeiska nätverket (Natura 2000) av värdefulla naturområden tillsammans med det näraliggande Stora Bötets naturreservat.